# Pieter Janssens Elinga

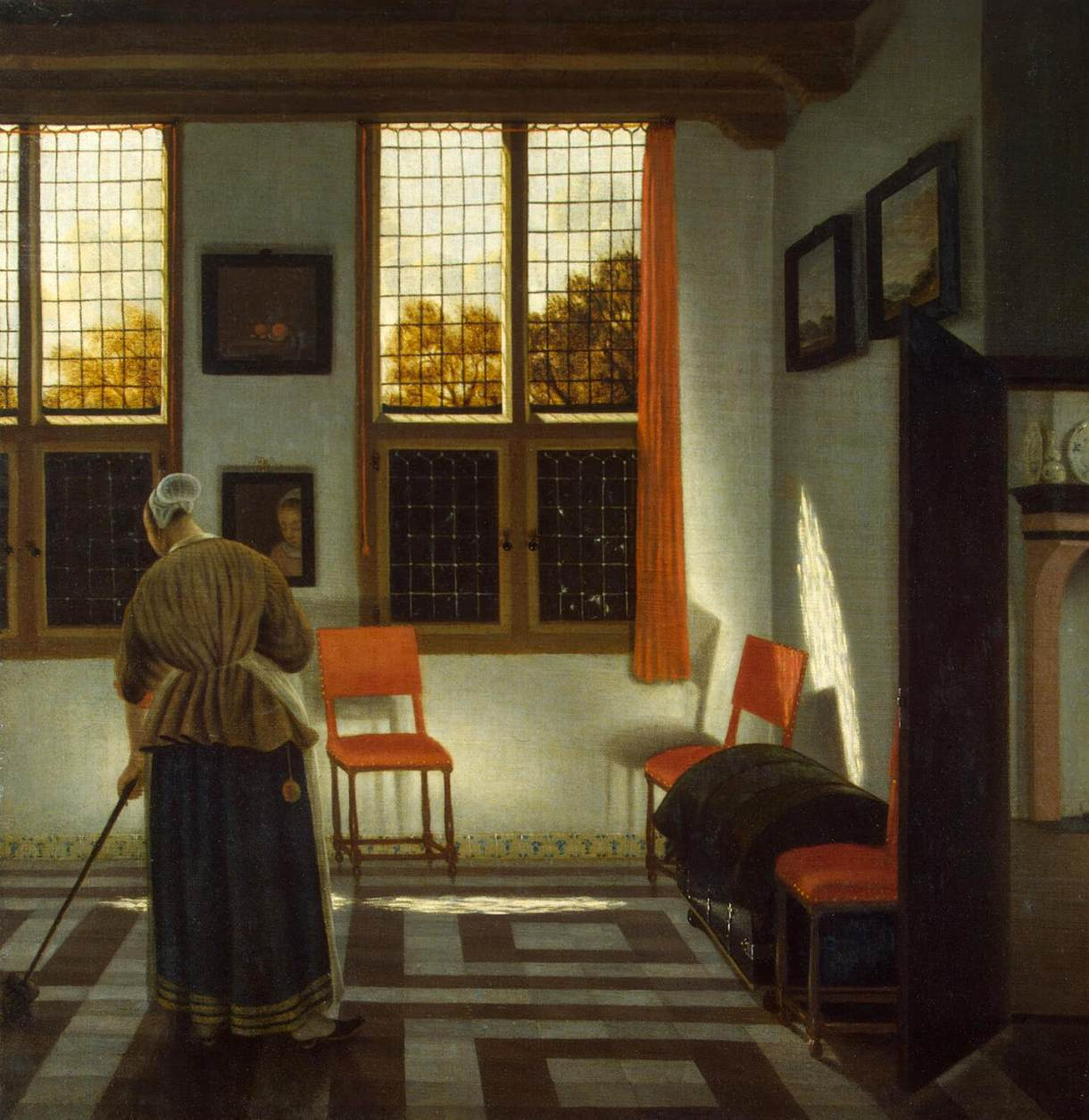
Zonverlichte kamer met vegende dienstmeid, ca. 1670, Hermitage, Sint-Petersburg

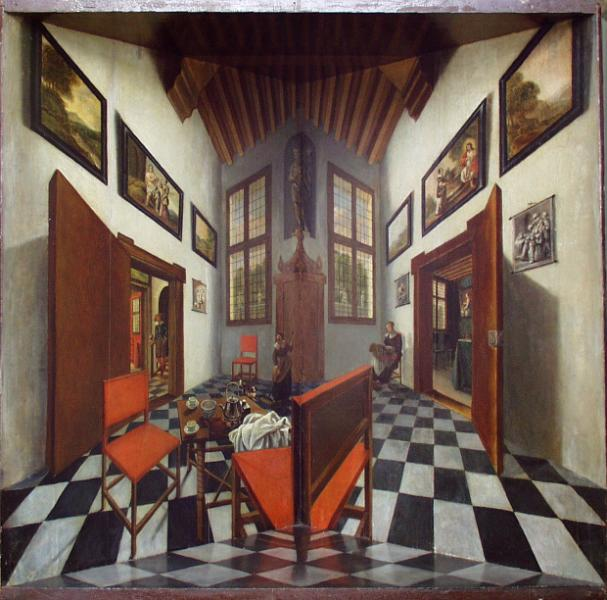
Perspectiefdoos, Museum Bredius, Den Haag

Pieter Janssens Elinga (Brugge, ged. 18 augustus 1623 - Amsterdam, 1682) was een Nederlands kunstschilder uit de periode van de Gouden Eeuw. Hij vervaardigde stillevens en genrestukken met verstilde interieurs.
De schilder kreeg vermoedelijk zijn eerste lessen van zijn vader, Gisbrecht Janssens genaamd Elinga, die overleed in 1637. Hij vertrok naar de Noordelijke Nederlanden en woonde in 1653 in Rotterdam. Zijn eerste vrouw, Beatrix van der Mylle, overleed daar. Hij hertrouwde met Jurina Bos en vertrok vervolgens naar Amsterdam, waar hij wordt vermeld als schilder en musicus. Zij kregen vier kinderen.
Pieter Janssens Elinga begon waarschijnlijk als stillevenschilder, waarbij hij een navolger bleek van Willem Kalf. De werken zijn sober van aard en bevatten vruchten- en vanitaselementen.
In zijn genrestukken werkte hij in de stijl van Pieter de Hooch en zijn werken werden lange tijd aan die schilder toegeschreven. Er is echter geen bewijs dat hij bij De Hooch in de leer is geweest.
Een opvallend werk in het oeuvre van de schilder is een zogeheten 'perspectiefdoos', een soort kijkdoos die de toeschouwer uitzicht biedt op het interieur van een woonhuis en op diverse doorkijkjes, waarbij, zoals de term al aangeeft, het oog vooral getrokken wordt door het toegepaste perspectief. Dit werk bevindt zich in het Museum Bredius in Den Haag. 
Het is een van de weinige nog intact zijnde werken in dit genre. Een ander befaamd exemplaar is van de hand van Samuel van Hoogstraten. Dit werk bevindt zich momenteel in de National Gallery in Londen.
Pieter Janssens Elinga overleed voor 10 juni 1682, zoals blijkt uit een akte waarin zijn vrouw op die datum als weduwe wordt vermeld.